# Beringshavet
Beringshavet er den del af Stillehavet som ligger mellem Alaska og Rusland. Der er forbindelse mod nord til Ishavet gennem Beringstrædet. Arealet er 2.315.000 km². Det er et af de rigeste fiskeområder på jorden. Beringshavet har navn efter den danske polarforsker Vitus Bering.
58°N 178°V / 58°N 178°V